# Trachyxiphium steerei
Trachyxiphium steerei är en bladmossart som beskrevs av David Maughan Churchill 1991. Trachyxiphium steerei ingår i släktet Trachyxiphium och familjen Hookeriaceae. Inga underarter finns listade i Catalogue of Life.